# Глебов, Андрей Саввич
Андре́й Са́ввич Гле́бов (1770—1854) — российский военачальник эпохи наполеоновских войн, генерал-майор Русской императорской армии.

## Биография
Из дворян Черниговской губернии. Начал службу 1 января 1791 года рядовым в 3-м батальоне Лифляндского Егерского корпуса. В 1792, 1793 и 1794 гг. участвовал в походах в Польшу.
19 июля 1797 года переведён в 6-й егерский полк, а в 1798—1799 гг. участвовал в Итальянском походе Суворова и был в сражениях при г. Бресчии, Леко, где был ранен картечью в левую ногу (награждён орденом Святой Анны 4-й степени), Маренго, при pp. Нуре, Треббии и Тидоне (здесь был ранен в правую ногу выше колена пулей, которая осталась в ноге, и произведен за отличие в портупей-юнкеры) и при Нови (ранен саблею в правую бровь). 14 августа 1799 года он был произведен в подпоручики.
Во время перехода через Сен-Готард был ранен пулей в левую руку, а при Швандене пулею в левую часть головы, выше уха; вследствие этой раны он остался на поле сражения и был взят в плен, в котором находился до 10 мая 1801 года.

Участвовал в Войне третьей коалиции и был награждён 12 апреля 1806 года орденом Святого Георгия 4-го класса № 689 
В воздаяние отличного мужества и храбрости, оказанных во время сражений против французских войск, где 24 октября с одною ротою от Шренберга до места сражения в дефилеях прикрывал кавалерию и во время дела поражал неприятеля штыками, 30 числа при Кремсе во время отражения неприятельской кавалерии с великим стремлением скакавшей в атаку, бросясь в штыки, отбил неприятельскую пушку и 4 ноября при Шенграбене неустрашимостию своею поощрял подчиненных к сильному поражению неприятеля.
Сражался в Русско-турецкой войне 1806—1812 гг.; неоднократно был ранен и поощрён командованием. 5 мая 1810 года был назначен командиром 6-го егерского полка, а 12 июля 1810 года получил погоны полковника.
После вторжения Наполеона в пределы Российской империи, Глебов вернулся на службу и принял участие в ряде битв Отечественной войны 1812 года, за что был произведён в генерал-майоры.

После изгнания неприятеля из России, принял участие в заграничном походе русской армии за отличие в котором был 7 октября 1813 пожалован орденом Святого Георгия 3-го класса № 330 
В воздаяние отличнаго мужества и храбрости, оказанных в сражении против французских войск 6 октября под Лейпцигом.
9 октября 1816 года получил почётную отставку.
Андрей Саввич Глебов умер 12 сентября 1854 года в Борзне.

## Портрет
Портрет Глебова не принадлежит к числу лучших изображений русских военачальников, находящихся в Военной галерее, но в нём нет беспомощности живописной манеры, свойственной многим работам, размещенным в верхних рядах этого собрания. Запечатленное на полотне своеобразное лицо Глебова с его спокойным выражением чуждо картинной воинственности. Портрет, очевидно, правдив — именно так мог выглядеть этот скромный храбрец. Вероятно, проживающий в глуши Черниговской губернии отставной генерал, получив извещение о создании в Петербурге Военной галереи, в которой должен был найти место и его портрет, заказал какому-то местному художнику своё изображение и отправил его в столицу. Находящаяся перед нами копия, выполненная в мастерской Доу, хранит отпечаток небольшого, но несомненного дарования неизвестного нам мастера, сумевшего сделать своё творение естественным и правдивым.